# Anton Hám

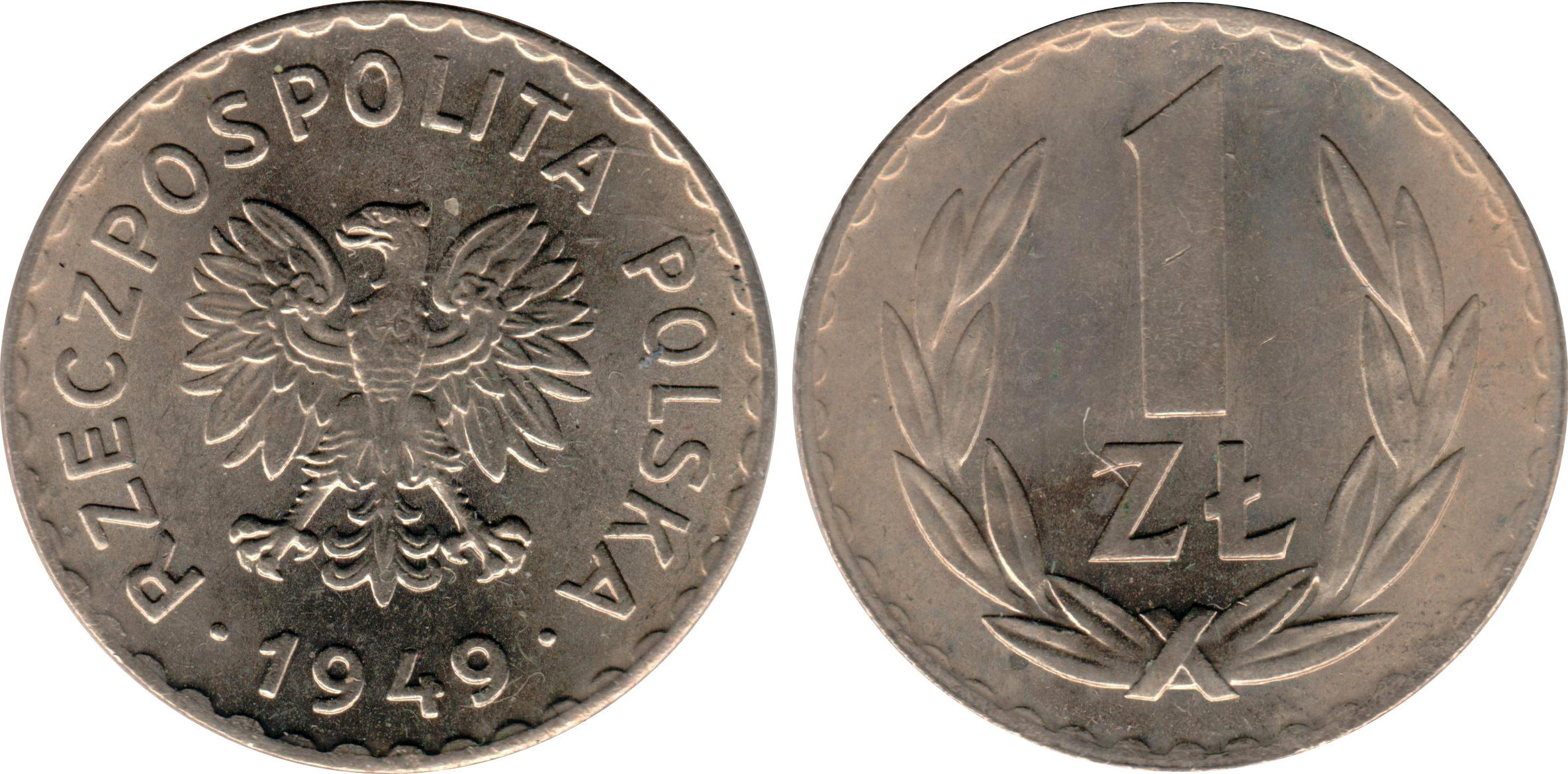
Złotówka, której rewers jest współautorstwa Antona Háma

Anton Hám (ur. 1899, zm. 1965) – słowacki medalier i rzeźbiarz związany z mennicą w Kremnicy, dla której od 1919 r. wykonywał projekty monet i medali. W 1925 r. został kierownikiem zespołu kremnickich rzeźbiarzy. W 1955 r. odszedł na emeryturę.
Projektował między innymi symbole władzy Czechosłowacji oraz czechosłowackie monety. Wraz z Andrejem Peterem i Josefem Koreňem zaprojektował pierwsze polskie po II wojnie światowej monety powszechnego obiegu:
- 20 groszy 1949 (współautor rewersu),
- 50 groszy 1949 (współautor rewersu),
- 1 złoty 1949 (współautor rewersu).

W polskich katalogach przypisywane jest Antonwi Hámowi współautorstwo rewersu monet:
- 20 groszy wzór 1957 (kontynuowany do 1985 r.),
- 50 groszy wzór 1957 (kontynuowany do 1985 r.),
- 50 groszy wzór 1986 (kontynuowany do 1987 r.),
- 1 złoty wzór 1957 (kontynuowany do 1985 r.),
- 1 złoty wzór 1986 (kontynuowany do 1988 r.),
- 1 złoty wzór 1989 (kontynuowany do 1990 r.).